# Vaughn Solomon Schofield
Vaughn Solomon Schofield (nascida em 25 de outubro de 1943) foi tenente-governadora de Saskatchewan no Canadá entre 2012 e 2018. Sua nomeação como tenente-governadora foi feita pelo Governador Geral do Canadá David Lloyd Johnston sobre o conselho constitucional do ex-primeiro-ministro do Canadá Stephen Harper em 6 de março de 2012, para suceder Gordon Barnhart. Solomon Schofield foi eleita em 22 de março de 2012 na Assembleia Legislativa de Saskatchewan. Ela é a representante do vice-rei da rainha Elizabeth II do Canadá na província de Saskatchewan. Solomon Schofield é uma forte defensora das Forças Canadenses e declarou durante sua instalação que os militares serão o foco dela durante seu mandato. Seu afeto pelas Forças surgiu de seu tempo como Presidente Provincial do Conselho de Ligação das Forças Canadenses, cargo em que foi nomeada em janeiro de 2006. Solomon Schofield também detém o título de Coronel Honorária do 38º Batalhão de Serviço, que faz parte do 38º Grupo da Brigada Canadense.
Foi substituída por W. Thomas Molloy em 21 de março de 2018, terminando o seu mandato.